# Штайнбах, Эрика

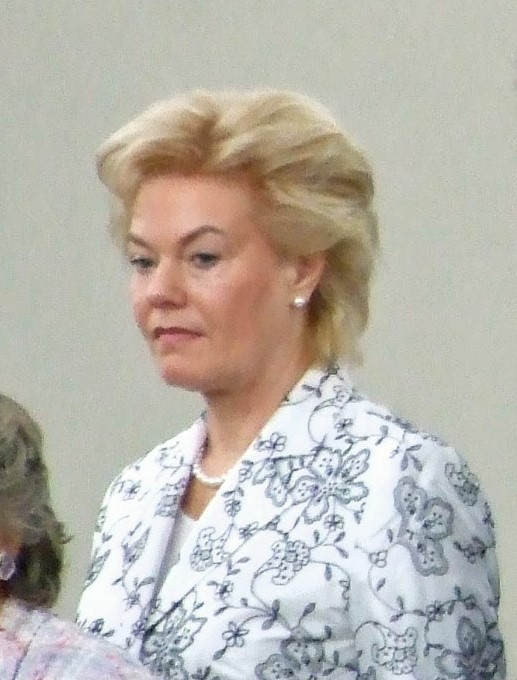
Эрика Штайнбах. 2007

Эрика Штайнбах (иногда Штейнбах, нем. Erika Steinbach; род. 25 июля 1943, Руме, Западная Пруссия) — немецкий политик из партии Христианско-демократический союз, депутат бундестага.

## Биография
Отец Эрики Штайнбах — Вильгельм Карл Герман, родился в Ханау (Гессен, центрально-западный регион Германии), а истоки его семьи были из Нижней Силезии. В 1941 году он находился в Румии (Немецкий: Rahmel), деревня Польской Республики, которая была оккупирована нацистской Германией с 1939 года, в рамках вновь созданной провинции Рейхсгау Данциг-Западная Пруссия. Вильгельм Карл Герман служил там в качестве аэродромного специалиста в звании сержанта Люфтваффе. Мать Эрики Штайнбах звали Эрика Герман (в девичестве Гроте), работала в Румии, где и родила её.

## Политические взгляды и общественно-политическая деятельность
С 1985 года Эрика Штайнбах состоит в Германо-Израильском обществе. Штайнбах — спикер по темам права человека и гуманитарной помощи фракции ХДС/ХСС в бундестаге.
С 1998 года возглавляет Союз изгнанных, представляющий интересы немцев-переселенцев, бежавших перед наступавшими советскими войсками или подвергшихся депортации немцев после Второй мировой войны из Восточной Пруссии, Силезии и других немецких областей на востоке.
Деятельность Штайнбах на этом посту неоднократно подвергалась острой критике в Польше и Чехии и служила причиной осложнений в германо-польских и германо-чешских отношениях.
Ранее Эрика Штайнбах выступала против приема Польши и Чехии в Евросоюз, увязывая это с требованиями компенсаций для изгнанных или правом их возврата на земли предков. Но позже она пересмотрела эти позиции.
В мае 2012 года Штайнбах объявила о взятии шефства над отбывавшей срок в харьковской колонии Юлией Тимошенко.
В студии телеканала ARD заявила, что канцлеру Германии не следует ехать на парад 70 летия Победы в Москву, и сказала, что не испытывает благодарности по отношению к Красной армии за освобождение от фашизма. Эрика Штайнбах также считает, что у Германии нет причин для чувства вины перед Россией. С её точки зрения, немцы осознают свою ответственность за события прошлого и ведут себя достойно, пишет издание.